# 伊爾平河
伊爾平河（羅馬化：Irpin）是位於烏克蘭北部的河流，源於亞羅波維奇附近，終於基輔水庫。該河是第聶伯河的右支流，也再有分支流，包括博爾夏希夫卡河和烏納瓦河。河水主要來自融雪，河道全長162公里，流域面積3,340平方公里。
2022年俄羅斯入侵烏克蘭期間，乌克兰武装部队摧毀跨越伊爾平河的橋梁，以阻擋俄軍通往基輔。